# Боднар Григорій
о. Григорій Боднар (1815, с. Жукотин, нині Коломийський район, Івано-Франківська область — 15 вересня 1885, м-ко Золотий Потік, нині смт., Бучацький район) — священик УГКЦ, парох в містечку Золотий Потік, літератор, бучацький декан.